# Léon Bourrieau
Léon Bourrieau, né le 15 juin 1908 à Saint-Michel-en-l'Herm en Vendée et mort le 30 juillet 1974 à Colomiers près de Toulouse, est un aviateur français. Il est pilote militaire dans l’Entre-deux-guerres puis pilote d'essai après la Seconde Guerre mondiale chez Fouga.

## Biographie
Il nait le 15 juin 1908. Il obtient son brevet de pilote militaire en 1927. Il est moniteur dans l'armée de l'Air à Istres d'abord et à Étampes après 1935. Il obtient son brevet civil en 1936 et ses brevets de pilote et navigateur de transport civil l'année suivante.
À partir d'avril 1945 il est pilote d'essai chez Fouga ou il assure les essais des planeurs de la firme ainsi que les vols de réception.
Le 5 juin 1947 il fait le premier vol du Fouga CM.10, un planeur de transport.
Le 5 mai 1948 il est blessé lors de la désintégration du Fouga CM.10 lors d'un test de survitesse.
Le 22 juillet 1948 il fait le premier vol du Fouga CM.7, planeur qui enchainera les records pendant des années.
Il est, le 19 janvier 1949, le premier pilote du Fouga CM.100, bimoteur de transport utilisant la cellule du deuxième prototype du CM-10.
Le 14 juillet 1949 il assure le premier vol du Fouga CM.8-R-13 qui porte encore le nom de "Cyclone",. Le 31 janvier 1951 il fait le premier vol du Fouga CM.8 R.9 Cyclope, variante du Sylphe avec une envergure plus faible et un réacteur Turbomeca Palas plus puissant.
Le 25 aout 1951 c'est au tour du Fouga CM.101 de décoller pour la première fois avec Bourrieau aux commandes. C'est une version du CM.100 ou les deux fuseaux moteurs sont prolongés pour abriter deux réacteurs Piméné.
Le 6 mars 1951 il décolle le prototype du Fouga CM.88.R Gémeaux qui offre la particularité d'avoir deux fuselages portant chacun un réacteur Turbomeca Piméné.
Le 6 novembre 1951, premier vol du Fouga Gémeaux IV qui porte un seul réacteur Turbomeca Aspin 1, premier réacteur français à double flux, de 200 Kg de poussée placé au-dessus du plan reliant les deux fuselages.
Juillet 1952 au Meeting de Melun-Villaroche il doit évacuer en vol le Fouga CM.8 R.9 Cyclope à la suite d'une rupture structurelle. Après un premier passage lent il en fait un second à grande vitesse qu'il termine par une montée en chandelle. Après la ressource un des deux "papillons" de l'empennage se braque à 90° d'incidence, freinant l'appareil et le privant des commandes de direction et de profondeur. Sentant son avion lui échapper et amorcer une vrille à moins de 300 mètres d'altitude il largue sa verrière et s'extrait difficilement de l'avion en perdition. Le parachute s'ouvre très près du sol mais assez tôt pour que le pilote s'en tire sans blessures sérieuses.
Le 23 juillet 1952 à Mont-de-Marsan il assure le premier vol du Fouga CM-170 Magister,.
Le 5 novembre 1956 il assure le premier vol du banc d'essai volant Fouga CM-171 Makalu destiné aux tests du Turbomeca Gabizo
Après avoir pris sa retraite de pilote il se retrouve patron d'un bureau de tabac. Il meurt le 30 juillet 1974 d'une "longue maladie".

## Distinctions
- Médaille de l'Aéronautique (1949)
- Chevalier de la Légion d'honneur (1952)[réf. souhaitée]